# Eucalyptus alba
O Eucalipto-branco ou Palavrão-branco é uma árvore de tamanho médio que atinge de 7 a 20 m de altura e 0,7 m, a forma do fuste não é boa, e a copa geralmente tem mais da metade da altura total da árvore. A espécie é decídua na estação seca. Ocorre na região tropical no norte da Austrália. É encontrada desde Derby-Yampi Sound, dispersa em zonas de alta precipitação na costa leste de Queensland próximo de Rockhampton. A forma típica da espécie (descrita na literatura) é encontrada em Timor e nas Ilhas adjacentes. É encontrada também em Port Moresby, capital de Papua Nova Guiné. As altitudes variam desde o nível do mar até 1000 m. O clima é quente e semi árido, ou subúmido, ou úmido. A temperatura máxima média do mês mais quente esta entre 30 e 39o C, e a mínima média do mês mais frio esta entre 9 e 22o C. Ocasionalmente podem ocorrer fortes geadas, como por exemplo no Planalto de Atherton, mas na maioria das áreas não sofre geada. A precipitação média anual varia de 650 a 1750 mm, concentrando-se nos meses de novembro a abril. Alcança melhor desenvolvimento nas Planícies onduladas próximo aos cursos d’água, em solos derivados de granito e arenito.